# Lucasov reagent
Lucasov reagent je raztopina brezvodnega cinkovega klorida v koncentrirani klorovodikovi kislini. Uporablja se za razlikovanje alkoholov z nizko molekulsko maso. Reakcija, ki poteče, je substitucija, pri kateri klorid nadomesti hidroksilno skupino. Test je pozitiven, če opazimo spremembo iz bistre in brezbarvne tekočine v motno, kar je znak, da je nastal kloroalkan.  Najbolje test poteče s terciarnimi alkoholi, ker zaradi večje stabilnosti vmesnega terciarnega karbokationa najhitreje tvorijo ustrezne alkil halogenide. Ime je dobil po Howardu Lucasu (1885–1963), ki je leta 1930 objavil članek o »novem testu za razlikovanje primarnih, sekundarnih in terciarnih nasičenih alkoholov«. Test je od takrat postal nekoliko zastarel, saj so na voljo različne (natančnejše in učinkovitejše) spektroskopske in kromatografske metode analize. 

## Lucasov test
Lucasov test alkoholov je test za razlikovanje med primarnimi, sekundarnimi in terciarnimi alkoholi. Temelji na razliki v reaktivnosti treh vrst alkoholov z vodikovimi halogenidi prek reakcije tipa SN1 (nukleofilne substitucije prvega reda):
ROH  +  HCl  →  RCl  +  H2O
Različna reaktivnost je posledica različne pripravljenosti za tvorbo ustreznih karbokationov. Terciarni karbokationi so veliko bolj stabilni kot sekundarni karbokationi, primarni karbokationi pa so najmanj stabilni (zaradi hiperkonjugacije).
Reagent je ekvimolarna zmes ZnCl2 in koncentrirane HCl. Alkohol se protonira, tvorjena skupina H2O odpade in tvori karbokation, nukleofil Cl− (ki je v presežku) napade karbokation in tvori kloroalkan. Terciarni alkoholi takoj reagirajo z Lucasovim reagentom, kar opazimo zaradi spremembe iz brezbavne tekočine v motno. Motnost je posledica nizke topnosti organskega klorida v vodni zmesi. Sekundarni alkoholi reagirajo v petih minutah (odvisno od topnosti alkohola). Za primarne alkohole reakcija z Lucasovim reagentom pri sobni tempraturi ne poteka v zadostni meri, da bi jo lahko opazili. Zato je čas, potreben za pojav motnosti, merilo za reaktivnost alkohola, ta časovna razlika pa se uporablja za razlikovanje med tremi razredi alkoholov.
Možni rezultati testa:
- ni vidne spremembe pri sobni temperaturi, pomotni šele pri segrevanju: primarni alkohol, npr. butanol
- raztopina pomotni v 3–5 minutah: sekundarni alkohol, npr. butan-2-ol
- raztopina takoj pomotni: terciarni alkohol, npr. 2-metilpropan-2-ol